# Britische Tourenwagen-Meisterschaft 2009

Das offizielle Logo der BTCC

Die 52. Britische Tourenwagen-Meisterschaft 2009 begann am 4. April in Brands Hatch und endete am 4. Oktober ebenfalls in Brands Hatch.
Wie auch schon 2008 bestand die Saison 2009 aus zehn Rennwochenenden mit jeweils drei Rennen. Titelverteidiger war der Italiener Fabrizio Giovanardi. Nach insgesamt 30 Rennen siegte Colin Turkington (BMW 320si E90) vor Jason Plato (Chevrolet Lacetti) und Fabrizio Giovanardi (Vauxhall Vectra VXR). Sieger der Konstrukteurswertung wurde Vauxhall.

## Ergebnisse und Wertungen

### Kalender
|            | Datum             | Rennen     | Strecke             | Pole-Position       | Platz 1             | Platz 2             | Platz 3             |
| ---------- | ----------------- | ---------- | ------------------- | ------------------- | ------------------- | ------------------- | ------------------- |
| 1, 2, 3    | 4.–5. April       | England    | Brands Hatch (Indy) | Matt Neal           | Matt Neal           | Fabrizio Giovanardi | Colin Turkington    |
| 1, 2, 3    | 4.–5. April       | England    | Brands Hatch (Indy) | Matt Neal           | Robert Collard      | Colin Turkington    | Matt Neal           |
| 1, 2, 3    | 4.–5. April       | England    | Brands Hatch (Indy) | Matt Neal           | Jonathan Adam       | Jason Plato         | Matt Neal           |
| 4, 5, 6    | 25.–26. April     | England    | Thruxton            | Fabrizio Giovanardi | Fabrizio Giovanardi | Mat Jackson         | Andrew Jordan       |
| 4, 5, 6    | 25.–26. April     | England    | Thruxton            | Fabrizio Giovanardi | Colin Turkington    | Fabrizio Giovanardi | Matt Neal           |
| 4, 5, 6    | 25.–26. April     | England    | Thruxton            | Fabrizio Giovanardi | Mat Jackson         | Adam Jones          | James Thompson      |
| 7, 8, 9    | 16.–17. Mai       | England    | Donington           | Andrew Jordan       | James Thompson      | Andrew Jordan       | Matt Neal           |
| 7, 8, 9    | 16.–17. Mai       | England    | Donington           | Andrew Jordan       | James Thompson      | Matt Neal           | Fabrizio Giovanardi |
| 7, 8, 9    | 16.–17. Mai       | England    | Donington           | Andrew Jordan       | Robert Collard      | Colin Turkington    | Jason Plato         |
| 10, 11, 12 | 30.–31. Mai       | England    | Oulton Park         | Jason Plato         | Colin Turkington    | Jason Plato         | Jonathan Adam       |
| 10, 11, 12 | 30.–31. Mai       | England    | Oulton Park         | Jason Plato         | Colin Turkington    | Fabrizio Giovanardi | Jason Plato         |
| 10, 11, 12 | 30.–31. Mai       | England    | Oulton Park         | Jason Plato         | James Thompson      | Andrew Jordan       | Matt Neal           |
| 13, 14, 15 | 13.–14. Juni      | England    | Croft               | Colin Turkington    | Colin Turkington    | Stephen Jelley      | Jason Plato         |
| 13, 14, 15 | 13.–14. Juni      | England    | Croft               | Colin Turkington    | Colin Turkington    | Stephen Jelley      | Jason Plato         |
| 13, 14, 15 | 13.–14. Juni      | England    | Croft               | Colin Turkington    | Fabrizio Giovanardi | James Thompson      | Stephen Jelley      |
| 16, 17, 18 | 1.–2. August      | England    | Snetterton          | Jason Plato         | Fabrizio Giovanardi | Mat Jackson         | Paul O’Neill        |
| 16, 17, 18 | 1.–2. August      | England    | Snetterton          | Jason Plato         | Fabrizio Giovanardi | Colin Turkington    | Jason Plato         |
| 16, 17, 18 | 1.–2. August      | England    | Snetterton          | Jason Plato         | Colin Turkington    | Fabrizio Giovanardi | Matt Neal           |
| 19, 20, 21 | 15.–16. August    | Schottland | Knockhill           | Jason Plato         | Jason Plato         | Gordon Shedden      | Mat Jackson         |
| 19, 20, 21 | 15.–16. August    | Schottland | Knockhill           | Jason Plato         | Fabrizio Giovanardi | Mat Jackson         | Colin Turkington    |
| 19, 20, 21 | 15.–16. August    | Schottland | Knockhill           | Jason Plato         | Mat Jackson         | Jason Plato         | Fabrizio Giovanardi |
| 22, 23, 24 | 29.–30. August    | England    | Silverstone         | Mat Jackson         | Mat Jackson         | Jason Plato         | James Nash          |
| 22, 23, 24 | 29.–30. August    | England    | Silverstone         | Mat Jackson         | Jason Plato         | Fabrizio Giovanardi | Mat Jackson         |
| 22, 23, 24 | 29.–30. August    | England    | Silverstone         | Mat Jackson         | Mat Jackson         | Robert Collard      | Colin Turkington    |
| 25, 26, 27 | 19.–20. September | England    | Rockingham          | Jason Plato         | Stephen Jelley      | Jason Plato         | Mat Jackson         |
| 25, 26, 27 | 19.–20. September | England    | Rockingham          | Jason Plato         | Jason Plato         | Mat Jackson         | Fabrizio Giovanardi |
| 25, 26, 27 | 19.–20. September | England    | Rockingham          | Jason Plato         | Stephen Jelley      | Andrew Jordan       | Tom Chilton         |
| 28, 29, 30 | 3.–4. Oktober     | England    | Brands Hatch (GP)   | Tom Chilton         | Jason Plato         | Tom Chilton         | Fabrizio Giovanardi |
| 28, 29, 30 | 3.–4. Oktober     | England    | Brands Hatch (GP)   | Tom Chilton         | Jason Plato         | Fabrizio Giovanardi | Colin Turkington    |
| 28, 29, 30 | 3.–4. Oktober     | England    | Brands Hatch (GP)   | Tom Chilton         | Jason Plato         | Colin Turkington    | Tom Chilton         |

## Punktestand

### Fahrer
| Pl. | Fahrer              | Punkte |
| --- | ------------------- | ------ |
| 1.  | Colin Turkington    | 275    |
| 2.  | Jason Plato         | 270    |
| 3.  | Fabrizio Giovanardi | 266    |
| 4.  | Mat Jackson         | 170    |
| 5.  | Matt Neal           | 165    |
| 6.  | Robert Collard      | 145    |
| 7.  | Stephen Jelley      | 137    |

| Pl. | Fahrer         | Punkte |
| --- | -------------- | ------ |
| 8.  | Jonny Adam     | 116    |
| 9.  | James Thompson | 114    |
|     | Andrew Jordan  | 114    |
| 11. | Adam Jones     | 62     |
| 12. | Paul O’Neill   | 60     |
| 13. | Tom Chilton    | 55     |
| 14. | Gordon Shedden | 34     |

| Pl. | Fahrer          | Punkte |
| --- | --------------- | ------ |
| 15. | James Nash      | 24     |
| 16. | Harry Vaulkhard | 22     |
| 17. | David Pinkney   | 10     |
|     | Dan Eaves       | 10     |
| 19. | Johnny Herbert  | 8      |
| 20. | Anthony Reid    | 5      |
| 21. | Tom Onslow-Cole | 4      |

| Pl. | Fahrer         | Punkte |
| --- | -------------- | ------ |
| 22. | Martyn Bell    | 2      |
|     | Alan Morrison  | 2      |
|     | Martin Johnson | 2      |

### Marke
| Pl. | Marke    | Punkte |
| --- | -------- | ------ |
| 1.  | Vauxhall | 658    |
| 2.  | Honda    | 429    |
| 3.  | Ford     | 341    |